# Vườn quốc gia Araucárias
Vườn quốc gia Araucárias (tiếng Bồ Đào Nha: Parque Nacional das Araucárias) là một vườn quốc gia nằm trong hai đô thị Passos Maia và Ponte Serrada thuộc bang Santa Catarina, nam Brazil. Nó bảo vệ hệ sinh thái của Rừng ẩm Araucaria nam Brazil, tạo điều kiện để tiến hành nghiên cứu khoa học, phát triển giáo dục môi trường, hoạt động giải trí gắn với bảo vệ thiên nhiên và du lịch sinh thái.